# Камарг
Камарг (фр. Camargue) — болотистая местность на юге Франции, в дельте Роны, где расположены несколько заповедников. Общая площадь — 930 км². Ландшафт — солончаки, тростниковые болота, морские лагуны, наносные песчаные острова.
Разбивается двумя рукавами Роны на три основных части:
- Малый Камарг[фр.] (фр. Petite Camargue) к западу от Малой Роны
- Плян-дю-Бур (фр. Plan du Bourg) к востоку от Большой Роны
- Большой Камарг — центральная часть между обоими рукавами Роны, в основном занята лагунами

С VIII века область Камарг становится первым в Европе местом выращивания красного риса.

## Топонимика
Камарг на провансальском языке пишется Camargo (мистральское написание).
По мнению лексикографов Бенедикта и Жан-Жака Фенье «Камарг [...] было бы именем латинского происхождения, вероятно, из домена сенатора Камара из рода Анния, очень влиятельного в Арле, оно образовано с суффиксом -icus «что означает «который относится к»).
Другие гипотезы, не подтвержденные архивными документами, были идентифицированы камаргской поэтессой Элли Руль: Caii Marii Agger (укрепление или лагерь Мариуса на латыни), Ca-mar (поле, покрытое водой, на кельто-лигурийском диалекте), cara-marca («дорогая граница», на провансальском) или n'a cap marca («не имеет границы»). Гипотеза Кайи Марии Аггера была ранее поддержана историком восемнадцатого века Луи-Пьером Анкетилем.

## Геология и осваивание территории

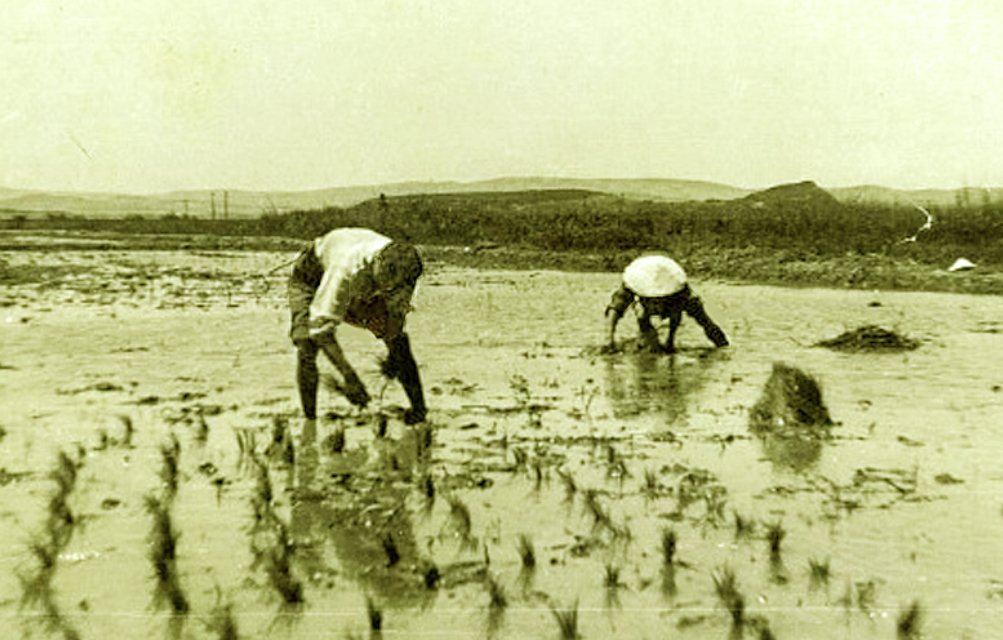
Индокитайский рабочий на рисовом поле в Камарге (1942—1946)

Дельта Роны образовалась около 10 000 лет назад в результате проникновения и отступления моря и возникновения песчаных кос.
С древних времен дельта культивировалась. Создавались большие сельскохозяйственные угодья. Строительство началось в средние века, в то время как лесозаготовки сократили лесные массивы. С семнадцатого по девятнадцатый век сельское хозяйство и соляные бассейны развивались, а также продолжалось строительство.
В течение двадцатого века поток Роны регулируется. Потоки воды контролируются орошением и дренажем. Выращивание риса и рыночное садоводство развивались во второй половине века. Также развивалась индустриализация и урбанизация на окраинах Камарга, что вызвало общий упадок природной среды: между 1944 и 1988 годами дельта потеряла 40 000 гектаров природных зон. Именно с этого времени проводится политика по защите ландшафтов и экосистемы (региональный парк, охраняемые районы и т. д.).

## Демография
| Эг-Морт                                                           | 4203   | 4197   | 4531   | 4472   | 4999    | 6019    | 7115    |         | 7891    |         |
| Арль                                                              | 41 932 | 45 774 | 50 059 | 50 500 | 52 058  | 50 426  | 51 970  | 52 197  | 52 729  | 52 979  |
| Fourques                                                          | 1489   | 1492   | 1614   | 2047   | 2251    | 2544    | 2742    | 2880    | 2888    | 2897    |
| Le Grau-du-Roi                                                    | 2363   | 3354   | 3963   | 4152   | 5253    | 5875    | 7892    | 8173    | 8110    |         |
| Пор-Сен-Луи-дю-Рон                                                | 6278   | 8285   | 10 393 | 10 378 | 8624    | 8123    | 8483    | 8530    | 8535    |         |
| Сен-Жиль                                                          | 6721   | 8472   | 8679   | 9887   | 11 304  | 11 626  | 13 234  |         | 13 507  | 13 735  |
| Saint-Laurent-d'Aigouze                                           | 1862   | 1862   | 1728   | 1730   | 2323    | 2738    | 3152    |         | 3224    | 3246    |
| Сент-Мари-де-ла-Мер                                               | 2179   | 2244   | 2120   | 2045   | 2232    | 2479    | 2341    | 2317    | 2394    | 2309    |
| Vauvert                                                           | 5031   | 6345   | 7472   | 9103   | 10 296  | 10 261  | 10 853  |         | 11 247  | 11 030  |
| Total                                                             | 73 425 | 83 531 | 92 170 | 96 222 | 101 441 | 102 420 | 110 369 | 111 046 | 113 252 | 113 459 |
| Nombre retenu à partir de 1962 : Population sans doubles comptes. |        |        |        |        |         |         |         |         |         |         |

## Камарг в мировой культуре
- Камарг — место, где живёт граф Брасс, один из главных персонажей цикла «Хроники Хокмуна» писателя-фантаста Майкла Муркока. Согласно книгам Муркока Камарг остался практически неприкосновенен с древних времен и избежал гибельных последствий ядерной войны благодаря уникальным климатическим и географическим условиям.
- Камарг — место, где обитают герои повести «Чудище из Ваккареса» французского писателя Жозефа д’Арбо[1].
- В Камарге происходит действие фильма «Белая грива» 1953 года, снятого Альбером Ламорисом по собственному сценарию, а также его одноимённой новеллизации 1959 года, написанной Рене Гийо. Сцены полёта над Камаргом представлены также в фильме Ламориса «Путешествие на воздушном шаре» 1960 года.